# Huldufólk

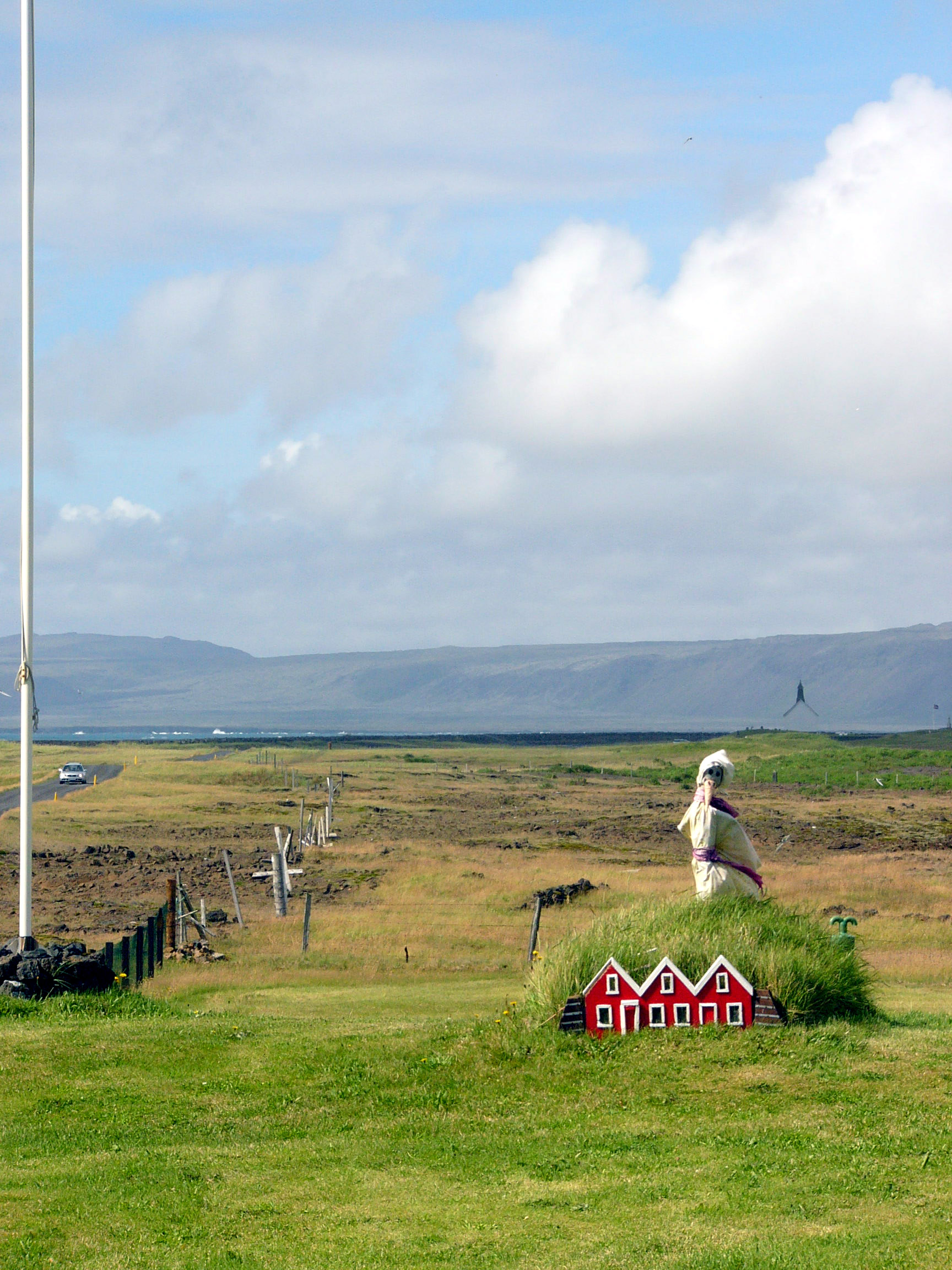
Huisjes van het huldufólk bij Strandakirkja, Zuid-IJsland

Het huldufólk (vrij vertaald: verscholen volk of het "verborgen volk", ook wel högfolk) is een mythologisch volk dat zou leven in de Noordse landen; IJsland, Faeröer, Noorwegen en Denemarken. Haar oorsprong zou liggen in het Paradijs, bij Eva, de moeder aller mensen. Eva had vele kinderen, en God kondigde aan dat Hij haar zou bezoeken. Daarop werkte zij hard om al haar kinderen schoon te poetsen zodat ze toonbaar voor Hem waren. Echter, de tijd was te kort, en een aantal kinderen bleven ongepoetst. In plaats van hen toch te presenteren verborg zij die kinderen. Toen God aangekomen was, inspecteerde hij de kinderen zorgvuldig, en vroeg Eva of ze nog meer kinderen had. Angstig ontkende zij dat, met als gevolg dat deze kinderen tot een eeuwig verscholen leven veroordeeld waren. Echter, het huldufólk kan zelf bepalen of wij hen kunnen zien of niet.
Van alle mythologische wezens lijken de huldufólk het meest op mensen, behalve dat ze mooier, getalenteerder, charmanter en wijzer zijn. Ze maken contact met mensen wanneer ze dat willen. Soms komen ze mensen helpen in tijden van nood, zoals in het verhaal van de schrijver Tryggvi Emilsson die als jonge man van een klip viel. Hij werd gered door een huldufólk-maagd, en nooit zou hij zou haar schoonheid vergeten. In andere gevallen heeft het huldufólk onze hulp nodig. In het verleden heeft het huldufólk met enige regelmaat hulp gevraagd bij moeilijke geboortes. Ze zijn in principe goedaardig, maar mensen die hun thuis verstoren of vernietigen overkomt vaak een ongeluk of ze sterven onverwacht. Ook zul je spoedig sterven indien je door iemand van het huldufólk gevraagd wordt zijn huis te komen bekijken.
Een voorbeeld van ongeluk dat het huldufólk kan veroorzaken indien je hun leefomgeving verstoort stamt uit 1999. Bij de bouw van de nieuwe weg naar de Hvalfjarðargöng onder de Hvalfjörður (walvisfjord) naar Akranes ging telkens iets mis. Constructiegereedschap ging continu kapot wanneer het gebruikt moest worden, en er waren telkens onvoorziene tegenslagen. Toen een bouwvakker door een ongeluk overleed werd uiteindelijk een lokale inwoonster ingeschakeld, waarvan men beweerde dat ze in contact stond met het huldufólk. Zij vertelde dat het huldufólk op de route van de nieuwe weg woonde en bezig waren te verhuizen, maar nog meer tijd nodig hadden. De werkzaamheden werden tijdelijk gestaakt, tot de vrouw de overheid kwam vertellen dat alle huldufólk verhuisd was, De werkzaamheden werden hervat, waarna er niets meer fout ging.
Iets dergelijks verging het ook bij de bouw van IJslands eerste winkelcentrum, Smáralind. De ondergrondse elektriciteitskabels zijn omgelegd omdat ze anders het huis van huldufólk zouden verstoren.